# Ксифідрія Маркевича
Ксифідрія Маркевича або коновія Маркевича (Xiphydria markewitshi) — вид комах з родини Xiphydriidae.

## Морфологічні ознаки
Тіло чорне. Довжина тіла — 9 мм.

## Поширення
Ендемік широколистяних лісів Українських Карпат (Закарпатська область).

## Особливості біології
Даних немає. Ймовірно, личинки розвиваються у деревині дерев листяних порід.

## Загрози та охорона
Загрози: не з'ясовані.
Заходи з охорони: не здійснювалися.